# Minahassaeule
Die Minahassaeule (Tyto inexspectata) auch Minahassa-Schleiereule ist eine Art aus der Gattung der Schleiereulen (Tyto). Sie lebt endemisch auf Sulawesi. Sympatrisch vorkommende Arten auf der Insel sind die Celebes-Maskenschleiereule (Tyto novaehollandiae rosenbergi), eine Unterart der Maskenschleiereule (Tyto novaehollandiae), sowie eine Unterart der Graseule (Tyto longimembris papuensis). Der Lebensraum dieser Schleiereule umfasst die dichten Urwälder der Insel bis zu den küstennahen Auwäldern.
Man findet sie in zwei geschützte Gebieten. Dem Nationalpark Bogani Nani Wartabone auf der Minahassa Halbinsel und dem Nationalpark Lore Lindu im Zentrum von Sulawesi. Wie andere Schleiereulen auch lebt diese Art vor allem von kleinen Säugetieren, darunter wahrscheinlich auch Flughunde.

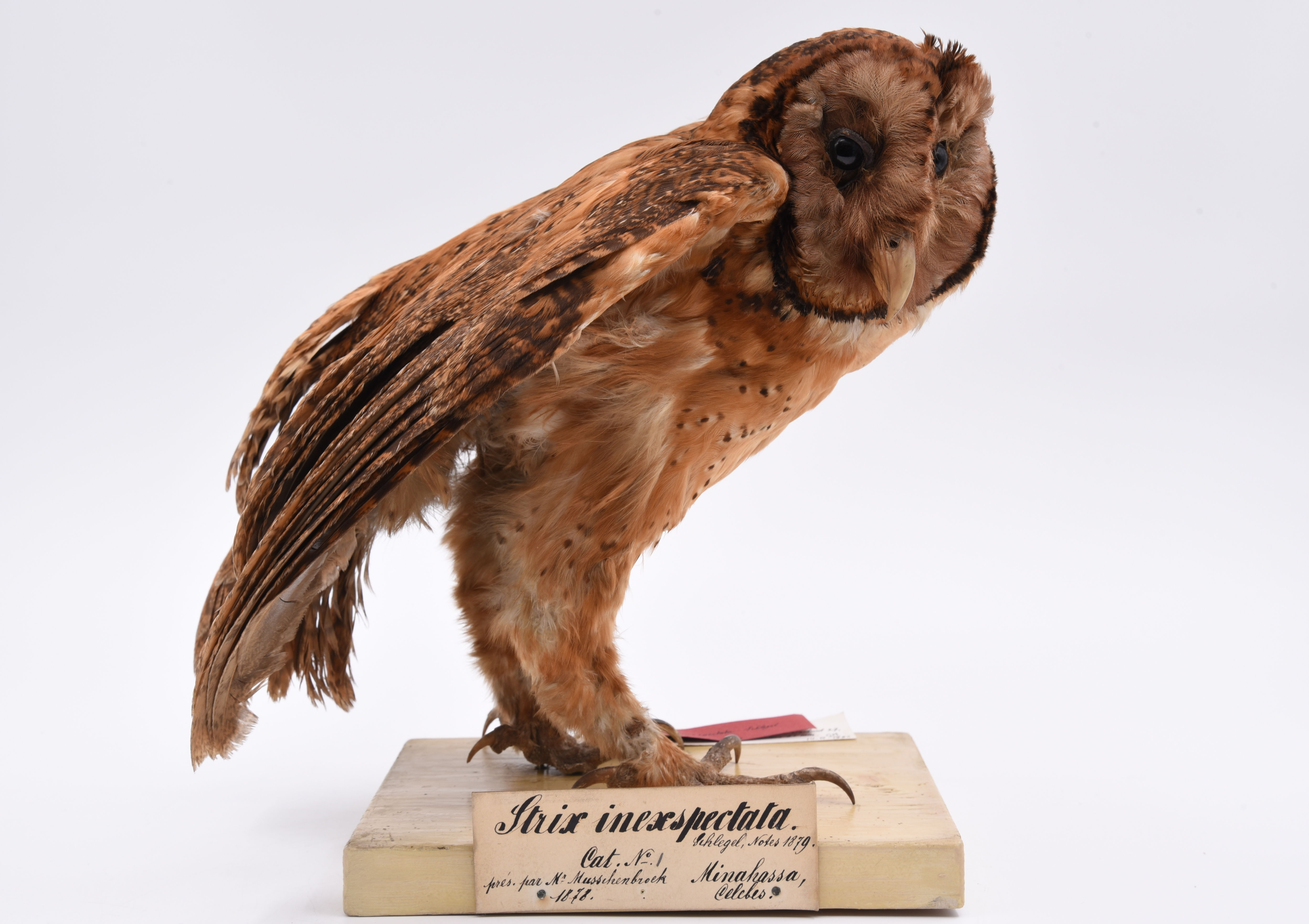
Minahassaeule, präpariertes Exemplar

## Merkmale
Die Minahassaeule erreicht eine Größe von etwa 270 bis 310 Millimetern, hat eine Flügellänge von etwa 240 bis 250 Millimetern und eine Schwanzlänge von etwa 100 bis 120 Millimetern. Die Rückenfarbe ist ein rötliches Braun bis Schwarz ohne hellere Zeichnungsbereiche, der Gesichtsschleier ist hellrötlich. Der Schwanz ist durch (meistens acht) schwarze Bänder gezeichnet, die rostbraun gesprenkelt sind. Das Weibchen unterscheidet sich vom Männchen dadurch, dass die Schwarzfärbung nur sehr gering ausgeprägt ist und stattdessen der Körper fast vollständig rostbraun ist.